# Dolichopus shelfordi
Dolichopus shelfordi är en tvåvingeart som beskrevs av Van Duzee och Charles Howard Curran 1934. Dolichopus shelfordi ingår i släktet Dolichopus och familjen styltflugor.
Artens utbredningsområde är Manitoba. Inga underarter finns listade i Catalogue of Life.